# Дяченко Анна Сергіївна
А́нна Сергі́ївна Дяче́нко (27 лютого 1982, м. Київ) — українська вершниця, що спеціалізується у змаганнях з виїздки, заслужений майстер спорту України.

## Життєпис
Зайняття кінним спортом розпочала у 1998 році в кінно-спортивній школі «Авангард». Перший тренер — Наталія Ваврищук.
Чемпіонка України 2009 року, призерка Всеукраїнських змагань з виїздки 2011—2015 років. Член збірної команди України з виїздки.
Закінчила Національний університет фізичного виховання і спорту України.
У 2015 році успішно пройшла десятимісячний тренінг на спортивній базі «Hof Kasslemann» (Німеччина). Того ж року розпочала тренерську кар'єру в кінно-спортивному клубі «Equides Club».